# Villafeliche
Villafeliche è un comune spagnolo di 241 abitanti situato nella comunità autonoma dell'Aragona, a 94 km da Saragozza.
È patria di Ignazio Clemente Delgado, vescovo e martire in Vietnam, venerato come santo dalla Chiesa cattolica.

## Amministrazione

### Gemellaggi
- Colfelice[2]